# Ghiacciaio Barcus
Il ghiacciaio Barcus (in inglese Barcus Glacier) è un ghiacciaio lungo poco meno di 35 km, situato sulla costa di Lassiter, nella parte orientale della Terra di Palmer, in Antartide. Il ghiacciaio, il cui punto più alto si trova a circa 456 m s.l.m., è situato in particolare nei monti Hutton e da qui fluisce in direzione est-sud-est, scorrendo a nord del monte Nash e del monte Light, fino ad entrare nell'insenatura di Keller, andando così ad alimentare la piattaforma glaciale Larsen D.

## Storia
Il ghiacciaio Barcus è stato mappato grazie a ricognizioni terrestri dello United States Geological Survey e a fotografie aeree scattate dalla marina militare statunitense tra il 1961 e il 1967; in seguito è stato così battezzato dal Comitato consultivo dei nomi antartici in onore di James R. Barcus, fisico della ionosfera di base alla Stazione di ricerca Byrd nelle estati 1966-67 e 1967-68.